# Jordan (hugenottische Familie)

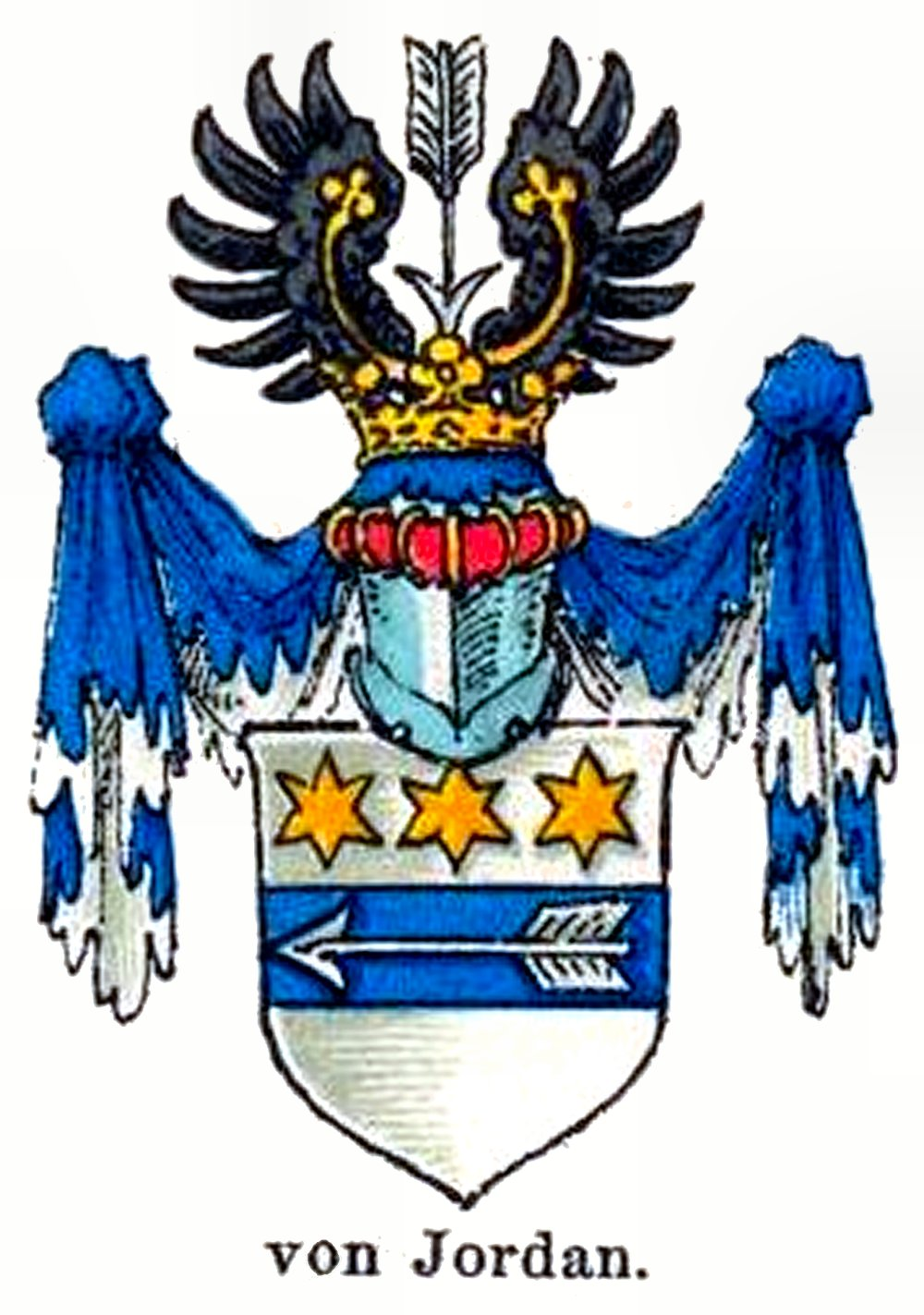
Wappen von 1816

Jordan ist der Name einer Hugenottenfamilie, aus der mehrere Glieder preußische Hebungen in den Adelsstand erfahren haben.

## Geschichte
Das Geschlecht stammt aus Südfrankreich, genauer der Dauphiné, und ist im Zuge der hugenottischen Emigration über die Schweiz in die französischen Kolonie in Berlin gelangt.
Am 17. Januar 1816 wurde Johann Ludwig von Jordan (1773–1848), Wirklicher Geheimer Rat und Diplomat, in Berlin nobilitiert. Moritz von Jordan (1798–1871) auf Schönau, Kreis Glogau, Erwerbswert um 1840 bei 107.000 Thealer, erfuhr die Nobilitierung am 26. Juli 1862 in Babelsberg. Sein Sohn Emil von Jordan war Grundbesitzer und war ein königlich preußischer Ehren-Landesältester sowie von 1907 bis 1918 Mitglied des Preußischen Herrenhauses. Gut Schönau blieb bis 1945 in den Händen der Familie. Dessen Eigentümer Joachim von Jordan-Schönau war Ehren-General-Landschaftspräsident und Ritter des Johanniterordens. Ebenfalls Mitglied dieser alten Kongregation war Moritz von Jordan-Schönau, zugleich Ober-Hausmarschall und Kammerherr beim Großherzog Friedrich August von Oldenburg.
Am 5. Mai 1888 in Charlottenburg und am 18. Mai 1890 in Breslau ergingen Adelsdiplome für die Brüder Gustav von Jordan (1838–1915), Dr. jur. und Bezirks-Präsident a. D., und Carl von Jordan (1835–1916) auf Baunau, Kreis Glogau. Die Familienlinie Baunau konnte ihr namensgleiches Gut im Kreis Glogau bis 1945 leiten. Ende der 1930er Jahre sind mehrere Vertreter der Adelsgeschlechter von Jordan in der Deutschen Adelsgenossenschaft organisiert. 
Einige Güter in Schlesien, wie Ober-Neundorf Kreis Görlitz, sind noch Mitte des 19. Jahrhunderts nachgewiesen. Theodor von Jordan-Ober-Neundorf (1806–1864) und sein Bruder Albert von Jordan (1808–1875) waren die letzten männlichen Vertreter dieses Hauses Jordan. 1816.
Am 28. Februar 1903 wurde die „Jordansche Familienvereinigung“ gegründet. Familien-Tage werden nach Satzung alle drei Jahre abgehalten.

## Angehörige
- Charles Étienne Jordan (1700–1745), Vertrauter Friedrichs des Großen
- André Jordan (1708–1778), Hofjuwelier und Kaufmann
- André Jordan (1732–1807), Hofjuwelier
- Jérémie Guillaume Jordan (1735–1782), Schatzmeister der Akademie der Wissenschaften
- Pierre Jordan (1737–1791), Hofjuwelier
- Louis André Jordan (1755–1834), Großindustrieller in Colmar, Paris und Augsburg
- Pierre Jean Jordan (1761–1838), Hofjuwelier und Fabrikant, Mitgründer der Singakademie in Berlin
- Charles Jordan (1769–1853), Vizepräsident des Kammergerichts, Direktor der französischen Kolonie in Berlin
- Louis von Jordan (1773–1848), preußischer Wirklicher Geheimer Rat und Gesandter in Dresden
- Eduard Jordan (1789–1866), Großindustrieller in Paris und Colmar, elsässischer Politiker
- Rudolf Jordan (1810–1887), Genremaler in Düsseldorf
- Max Jordan (1818–1892), Chemiker und Anilinfabrikant in Berlin-Treptow
- Wilhelm Jordan (1827–1903), Direktor im Auswärtigen Amt, Generalkonsul in London
- Henri Jordan (1833–1886), Professor der klassischen Philologie in Königsberg
- Hermann Jordan (1854–1908), Redakteur der „Vossischen Zeitung“ und des „Berliner Lokal-Anzeigers“
- Hans Henning von Jordan-Schönau (1924–1998), Oberstleutnant i. G. a. D.[4]

## Wappen
Das Wappen (1816) zeigt in Silber einen mit einem rechtsgekehrten silbernen Pfeil belegten blauen Balken, überhöht von drei sechsstrahligen goldenen Sternen. Auf dem gekrönten Helm mit blau-silbernen Decken der Pfeil gestürzt, zwischen einem mit goldenen Kleestängeln belegten offenen schwarzen Flug. Wahlspruch: „NE CEDE SED CONTRA“ (Gib nicht auf, halte dagegen).
Das Wappen (1862) wie (1816), jedoch der Flug in Blau und ohne Kleestengel.
Das Wappen (1888 und 1890) wie (1862), jedoch die Sterne in Blau.

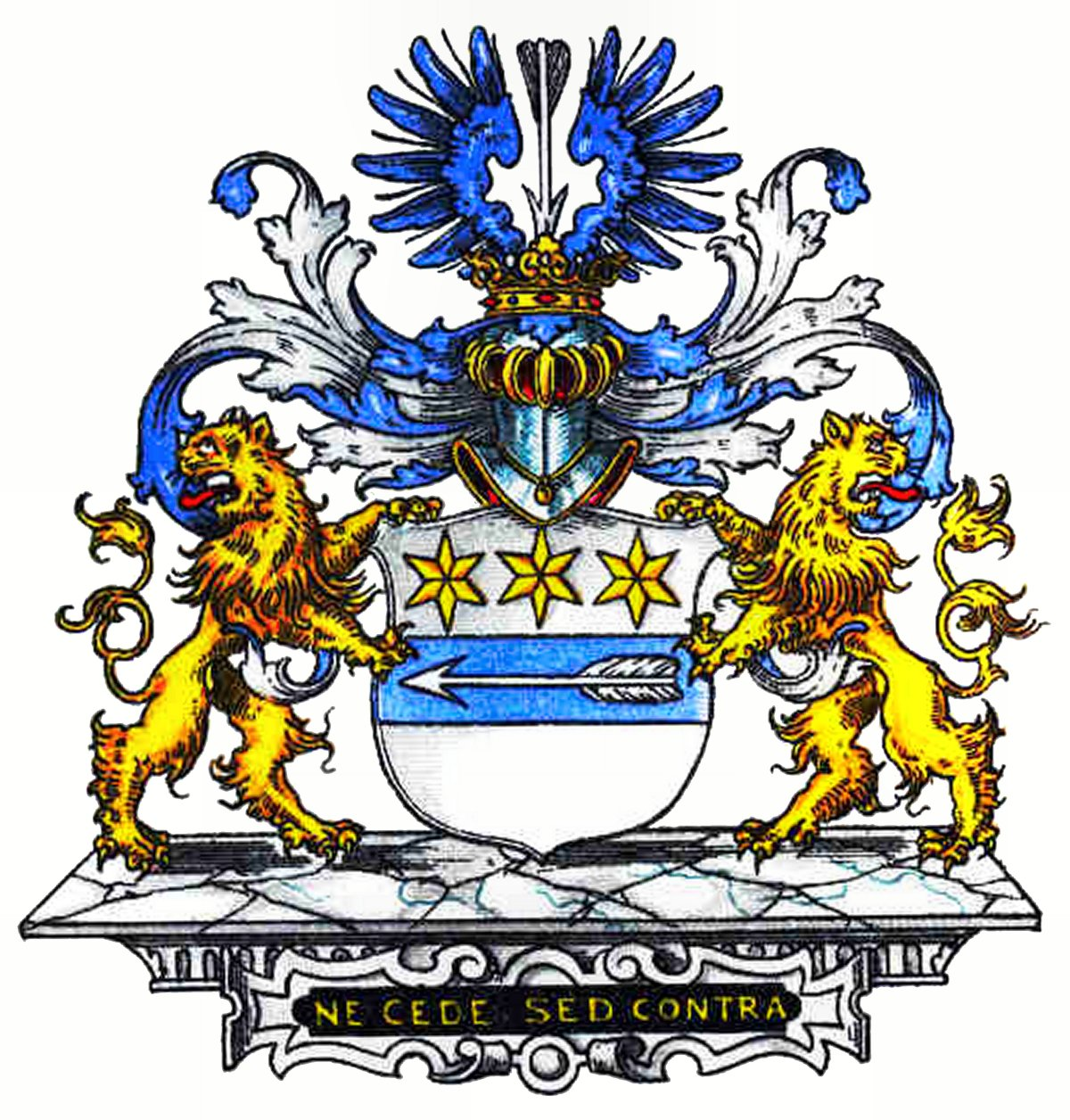
Wappen derer von Jordan, 1862
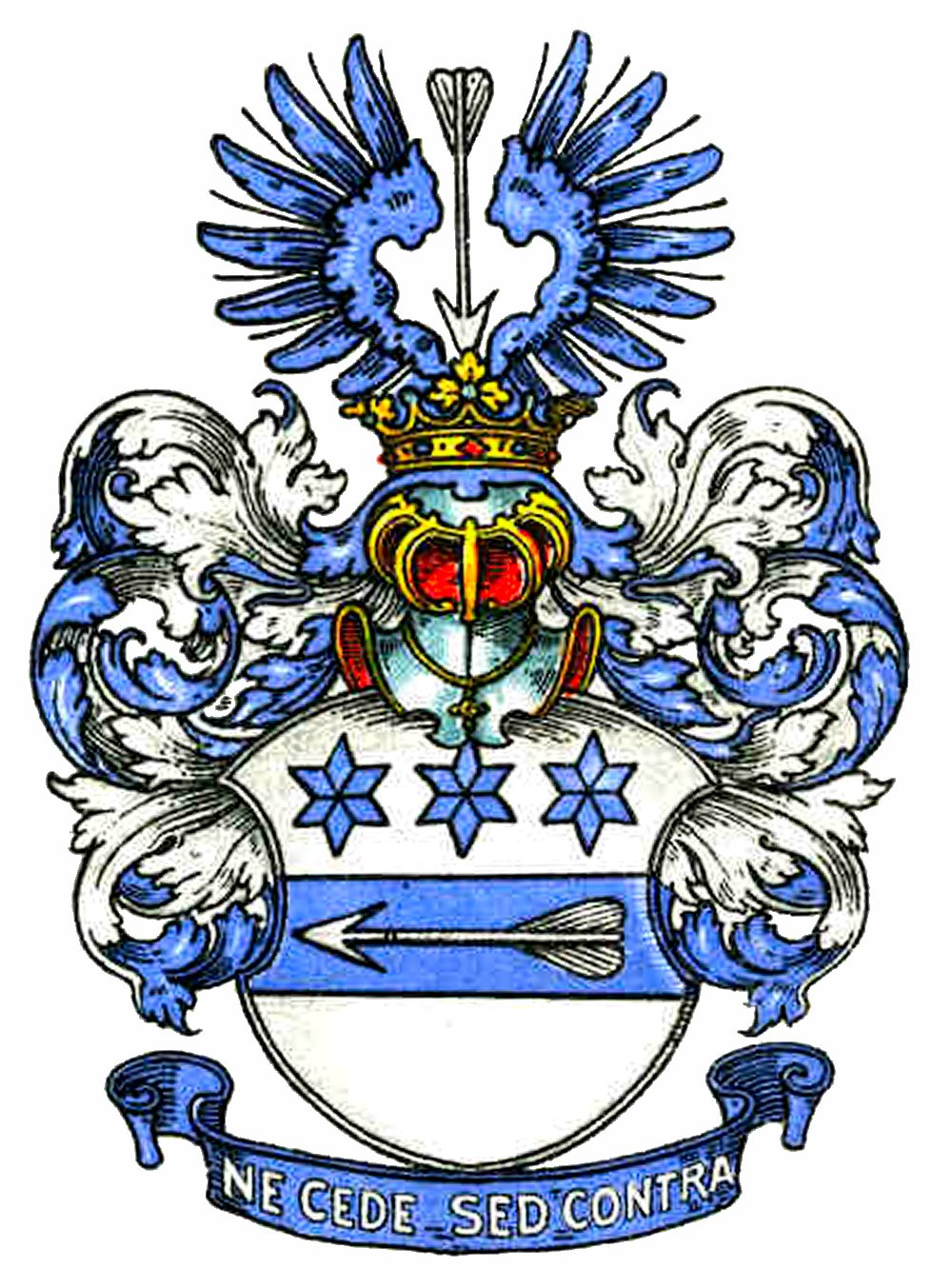
Wappen derer von Jordan, 1888